# 鐵廣場

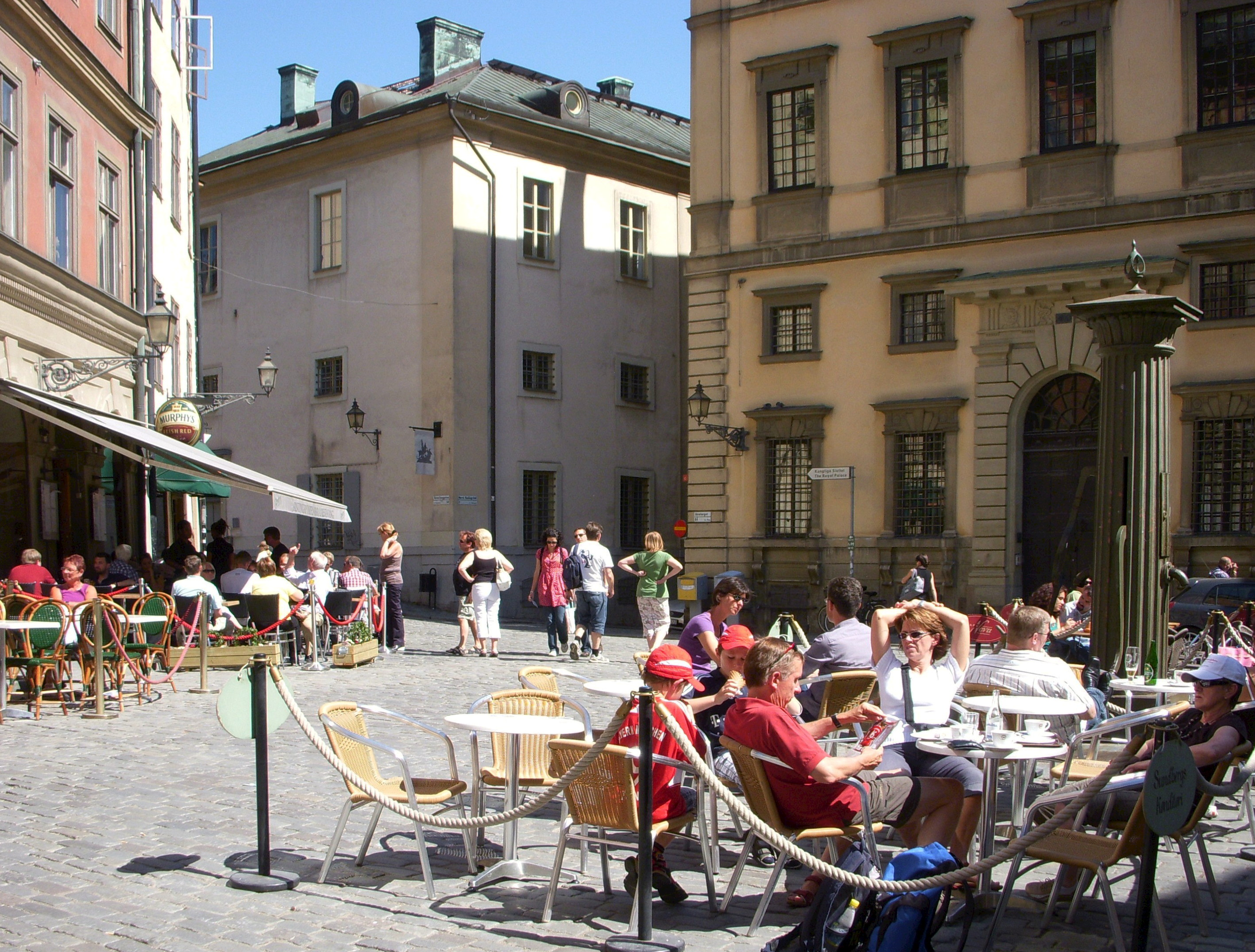
鐵廣場

鐵廣場(瑞典語：Järntorget)是瑞典首都斯德哥爾摩的一座廣場。鐵廣場位於斯德哥爾摩老城的最南端，是斯德哥爾摩歷史第二古老的廣場，僅次於斯德哥爾摩。 鐵廣場的歷史可以追溯至約1300年，一直是斯德哥爾摩最重要的貿易中心之一。

## 外部連結
- 维基共享资源上的相關多媒體資源：鐵廣場
- hitta.se - Location map and virtual walk. （页面存档备份，存于）

59°19′21.7″N 18°04′22.9″E / 59.322694°N 18.073028°E